# 磷酸亚铁锌
磷酸亚铁锌是一种无机化合物，化学式为Zn2Fe(PO4)2，它可以以无水物、二水合物和四水合物的形式存在。其中，四水合物在自然界中以磷叶石的矿物存在。

## 制备
将磷酸氢二铵加入至硫酸锌和硫酸亚铁的混合溶液中，将沉淀洗涤后于60 °C干燥，可以得到磷酸亚铁锌四水合物。它在100-200 °C失去两个结晶水得到二水合物，继续加热得到无水物。
电化学反应法也能制得磷酸亚铁锌，主要反应方程式如下：
Fe + 2 H3PO4 → Fe(H2PO4)2 + H2↑
2 Zn2+ + Fe(HPO4)2 → Zn2Fe(PO4)2 + 4 H+
当电化学反应的亚铁离子浓度过高时，容易因为氧化生成FePO4和难溶的Zn3(PO4)2晶体。

## 相关物质
将Zn2Fe(PO4)2·4H2O在水中于180 °C进行水热处理，可以得到Zn4Fe5(PO4)6·4H2O晶体。其它比例存在的磷酸盐如Zn5Fe(PO4)4也有报道。